# Романово (Маковський повіт)
Романово (пол. Romanowo) — село в Польщі, у гміні Карнево Маковського повіту Мазовецького воєводства.
Населення — 151 особа (2011).
У 1975-1998 роках село належало до Цехановського воєводства.

## Демографія
Демографічна структура станом на 31 березня 2011 року:
|          | Загалом | Допрацездатний вік | Працездатний вік | Постпрацездатний вік |
| -------- | ------- | ------------------ | ---------------- | -------------------- |
| Чоловіки | 77      | 15                 | 57               | 5                    |
| Жінки    | 74      | 17                 | 38               | 19                   |
| Разом    | 151     | 32                 | 95               | 24                   |